# KWAC
KWAC is de afkorting van Key Word Alongside Context. Het is een variatie op de KWIC (Key Word In Context)-techniek voor het automatisch genereren van indexen of concordanties. In een KWAC-index staan de betekeniswoorden (keywords) "naast" hun context, en niet ertussen zoals in een KWIC-index. Dit maakt het zoeken van een keyword wat makkelijker (men moet enkel naar het begin van de regels kijken), maar de context die vóór het keyword stond, is nu verplaatst naar achteraan de regel, wat de leesbaarheid enigszins vermindert.
Voorbeeld van een KWAC-index van een fictieve catalogus van computerboeken: